# Singapore i olympiska sommarspelen 1976
Singapore deltog i de olympiska sommarspelen 1976 med en trupp bestående av fyra deltagare, tre män och en kvinna, vilka deltog i fyra tävlingar i fyra sporter. Ingen av landets deltagare erövrade någon medalj.

## Friidrott
- Chee Swee Lee

## Judo
- Koh Eng Kian